# Klokkeensian
Klokkeensian (Gentiana pneumonanthe), også skrevet Klokke-Ensian, er en 10-30 cm høj urt, der vokser i klitlavninger og på heder og ved bredden af næringsfattige søer.

## Beskrivelse
Klokkeensian er en flerårig urt med en lav, men opret vækst. Stængler og blade er glatte. Bladene er modsatte og lancetformede med hel rand. Over- og underside er omtrent ensfarvede, med undersiden en anelse lysere end oversiden. Blomstringen sker i juli-september. De enkelte blomster er forholdsmæssigt store og endestillede i fåtallige stande. Farven er dybblå indvendig, men lysere på ydersiden, hvor man også finder fem grønne, prikkede bånd. Frugten er en kapsel med mange frø.
Rodnettet består af en kraftig jordstængel med tynde trævlerødder. Planten breder sig langsomt mellem naboplanterne ved hjælp af krybende jordstængler.
Højde x bredde og årlig tilvækst: 0,25 x 0,10 m (25 x 10 cm/år).

## Hjemsted
Klokkeensian hører hjemme på heder, i klitlavninger og ved næringsfattige søer. I Danmark findes den ret almindeligt i Vest- og Nordjylland. Den er sjælden i det øvrige Jylland. På Øerne findes den kun i det nordlige Sjælland.
I hedemoser på Rømø sammen med bl.a. revling, blåtop, hedelyng, klokkelyng, mosebølle og forskellige arter af star.